# Wohn- und Pflegeheim Frienisberg

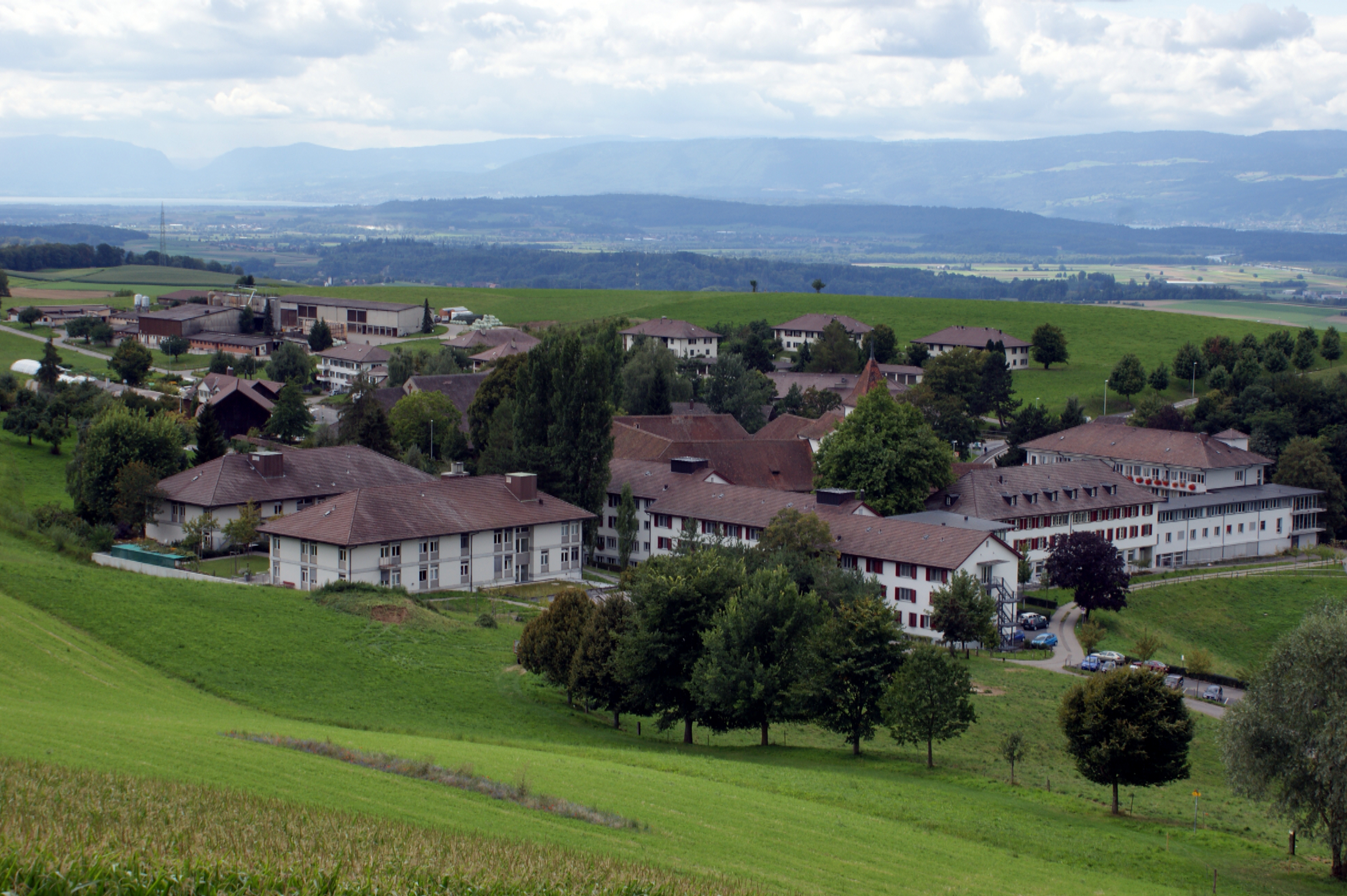
Sicht auf das Wohn- und Pflegeheim Frienisberg mit dazugehörendem Landwirtschaftsbetrieb

Das Wohn- und Pflegeheim Frienisberg ist eine soziale Einrichtung für Senioren sowie für Menschen mit körperlicher oder geistiger Beeinträchtigung im Dorf Frienisberg in der Gemeinde Seedorf im Kanton Bern.

## Geschichte
Die Wurzeln des Wohn- und Pflegeheim Frienisberg liegen im gleichnamigen, ehemaligen Kloster. Nach dessen Auflösung 1528, im Zuge der Reformation in der Schweiz, war es ein Sitz der Berner Landvögte in Frienisberg bis zum Ende des Berner Stadtstaates 1798. In dieser Periode diente das Anwesen des ehemaligen Klosters als (Spital- und) Pfründeranstalt und mit Beginn der Helvetik als Armenhaus. Ab 1834 war die kantonale Knabentaubstummenanstalt, bis zu deren Umzug 1890 nach Münchenbuchsee, ansässig. Die nachfolgende Verpflegungsanstalt wurde 1897 von der heutigen Trägerschaft käuflich erworben und im Verlauf des 20. Jahrhunderts bis zum heute bekannten, überregionalen Wohn- und Pflegeheim entwickelt.
Zum weitläufigen Liegenschafts- und Grundbesitz des Wohn- und Pflegeheims im Dorf Frienisberg, gehört auch ein verpachteter Landwirtschaftsbetrieb – Das Wohn- und Pflegeheims ist dergestalt das Dorf Frienisberg – und auf dem Chasseral die Métairie «Plan de l'Egasse», eine 1906 käuflich erworbene Alp mit landwirtschaftlichem Pachtbetrieb, was das französische Wort Métairie (dt. landwirtschaftlicher Pachthof oder Meierei) erahnen lässt.

## Betreuung

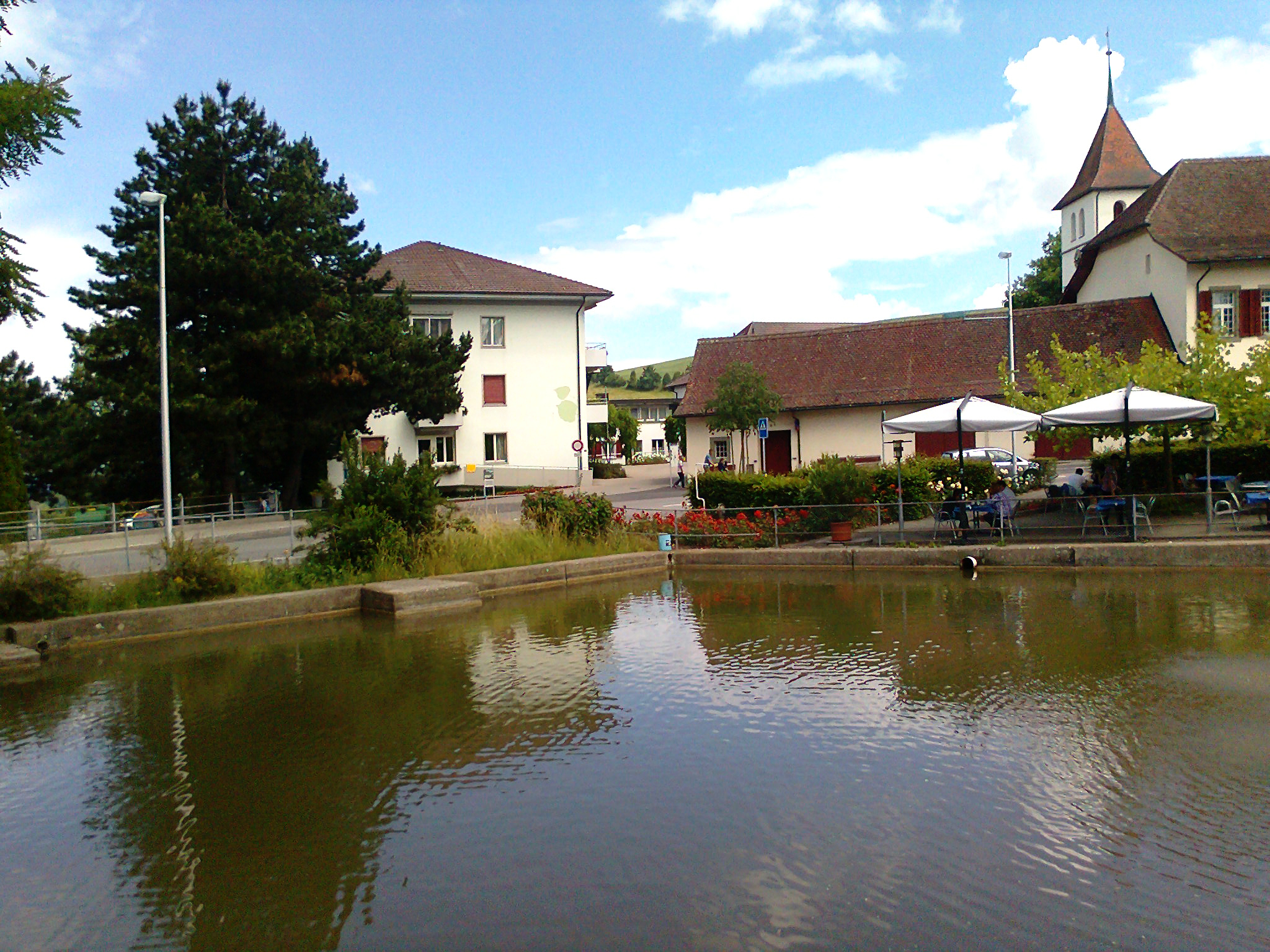
Weiher mit Lindenhaus links und Verwaltungstrakt des Wohn- und Pflegeheims Frienisberg rechts

Das Wohn- und Pflegeheim Frienisberg umfasst Wohnplätze für 260 Bewohner, davon für 120 Menschen im IV-Bereich. Somit ist es das drittgrösste Pflegeheim im Kanton Bern, ex aequo mit dem Wohnheim Riggisberg (260); grösstes Pflegeheim ist die Heimstätte Bärau (300) vor dem Seelandheim Worben (290). 2016 wurden 220 Bewohner von etwa 330 Mitarbeitern betreut.
Die 19 weitgehend autonomen Betreuungswohngruppen (IV) und Pflegestationen (NIV), sind in 9 dezentral gelegenen und nach Bäumen benannten Häusern – wie Akazienhaus, Ahornhaus, Birkenhaus usw. – untergebracht.

## Trägerschaft
Die Trägerschaft des Wohn- und Pflegeheims Frienisberg ist als Genossenschaft organisiert, mit 42 Gemeinden, hauptsächlich aus den ehemaligen Amtsbezirken Burgdorf, Fraubrunnen und Trachselwald, als Genossenschafter. Die Wohn- und Pflegeheim Frienisberg Genossenschaft firmiert ab 17. Mai 2018 neu als Frienisberg – üses Dorf Genossenschaft.

## Direktoren (bis 1988 Verwalter)
| - Friedrich Gerber (1897–1922) - Fritz Gerber (1923–1957) - Peter Gerber (1957–1988) - Beat Bigler (1988–2010) | - Paul Hirsiger (2010–2016) - Barbara Bohli (2016/2017 ad interim) - Peter Gerber (seit 2017) |

## Mitgliedschaften
- abems – Verband Berner Pflege- & Betreuungszentren; organisiert in
- CURAVIVA Schweiz – Nationaler Dachverband der Heime und Institutionen
- Heimverband Bern – VBB/IV Plätze